# Song Nina
Song Nina, född 7 april 1980 i Anshan, är en kinesisk volleybollspelare. Hon blev olympisk guldmedaljör i volleyboll vid sommarspelen 2004 i Aten.